# Mormyrops citernii
Mormyrops citernii är en fiskart som beskrevs av Decio Vinciguerra 1912. Mormyrops citernii ingår i släktet Mormyrops och familjen Mormyridae. Inga underarter finns listade i Catalogue of Life.